# Wiebke Neumann

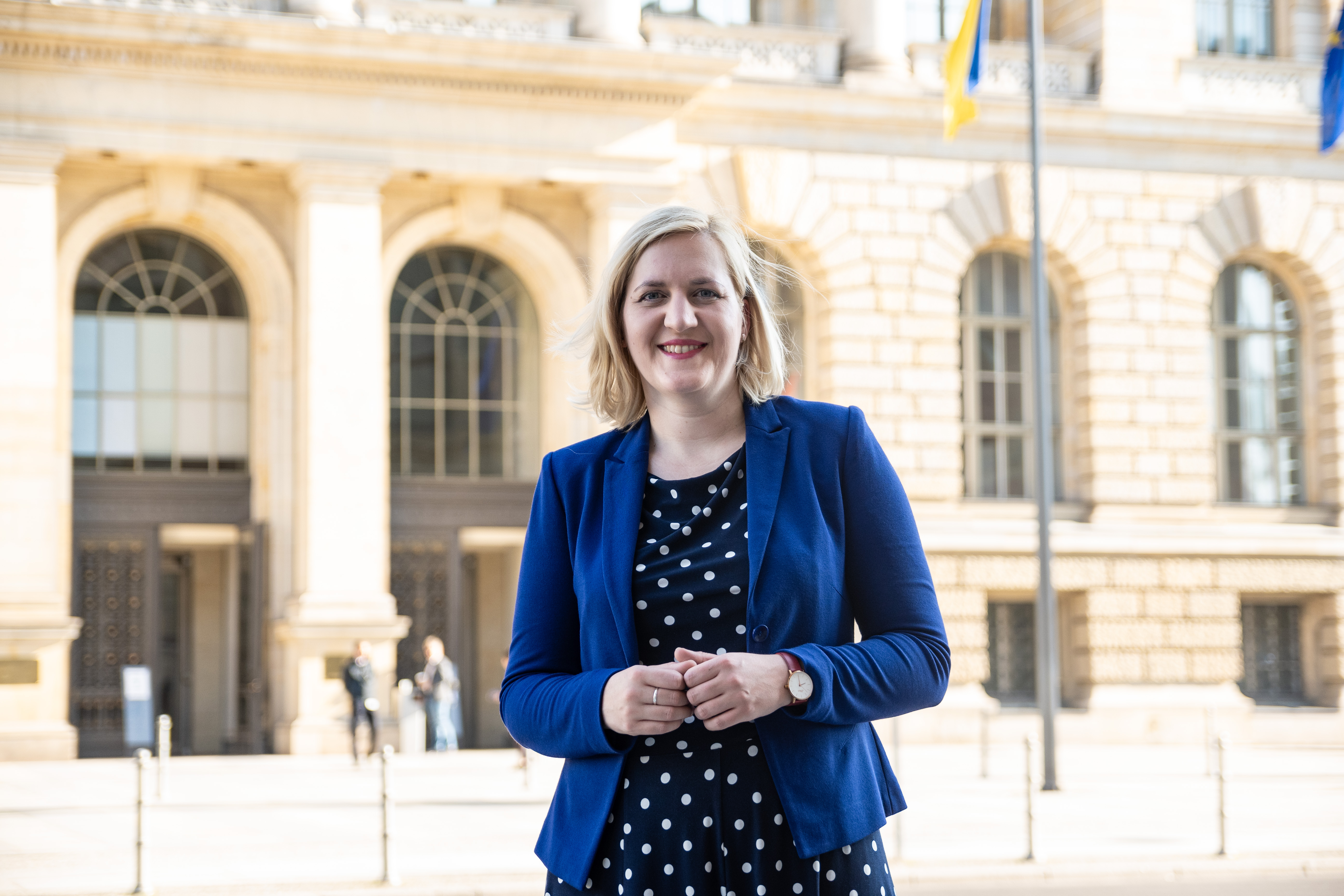
Wiebke Neumann vor dem Abgeordnetenhaus von Berlin (2023)

Wiebke Neumann (* 1986 in Quedlinburg) ist eine deutsche Politikerin (SPD). Seit 2023 ist sie Mitglied des Abgeordnetenhauses von Berlin.

## Leben
Wiebke Neumann wuchs im Harz in Sachsen-Anhalt auf. Von 2006 bis 2009 studierte sie Politikwissenschaft an der Universität Bremen. Sie schloss das Studium mit dem Bachelor ab. Anschließend setzte sie ihr Studium der Politikwissenschaft an der Universität Potsdam fort. Dort legte sie 2013 den Master ab. Von 2013 bis zu ihrem Einzug ins Abgeordnetenhaus 2023 war sie für den SPD-Parteivorstand tätig.
Wiebke Neumann lebt in Berlin-Schöneberg.

## Politik
Neumann ist seit 2008 Mitglied der SPD. Von 2016 bis 2021 war sie Mitglied der Bezirksverordnetenversammlung Tempelhof-Schöneberg. 
Neumann kandidierte bei der Wahl zum Abgeordnetenhaus von Berlin 2021 und der Wiederholungswahl 2023 im Wahlkreis Tempelhof-Schöneberg 1. Sie verpasste jeweils zunächst den Einzug ins Abgeordnetenhaus. Am 4. Mai 2023 rückte sie über die Bezirksliste für Michael Biel ins Abgeordnetenhaus nach.